# 11月11日
11月11日是阳历一年中的第315天（闰年第316天），离全年的结束还有50天。

## 大事记

### 19世纪以前
- 255年：姜维于北伐中进攻魏军据点失败，被迫退军至钟题（今甘肃临洮南）。
- 1500年：法国国王路易十二与阿拉贡国王费尔南多二世同意分割那不勒斯王国并各自吞并一半。
- 1572年：丹麦人第谷·布拉赫发现了一颗新星，被命名为“第谷新星”。
- 1673年：扬三世·索别斯基率领波蘭立陶宛军队于第二次霍京战役中击败奥斯曼帝国。
- 1675年：德国博学家莱布尼兹第一次使用积分来求取函数 {\displaystyle y=f(x)} 图形下的面积。

### 19世紀
- 1818年：倫敦傳道會牧師馬禮遜在馬六甲創辦英華書院。
- 1839年：美国弗吉尼亚军事学院在弗吉尼亚州列克星敦创立。
- 1843年：丹麦作家漢斯·安徒生首次发表童话故事《丑小鸭》。
- 1861年：清朝同治帝登基。
- 1880年：曾搶奪多家銀行的著名澳洲叢林大盜奈德·凱利在維多利亞殖民地墨爾本監獄被處以絞刑。
- 1889年：美國承認華盛頓州為第42州。

### 20世紀
- 1911年：辛亥革命中，福建省军政府成立，宣布脱离清朝控制。
- 1918年：德意志帝國與協約國於瓦兹省簽訂《康边停战协定》，标志着德國投降，第一次世界大战於當日结束。
- 1918年：波蘭政治家约瑟夫·毕苏斯基被任命為軍隊總司令，隨後宣布波蘭第二共和國正式獨立。
- 1918年：奧匈帝國皇帝卡爾一世宣布退位。
- 1919年：拉脫維亞獨立戰爭中，拉脱维亚军队在爱沙尼亚、英国与法国的援助下击败西俄罗斯志愿军。
- 1923年：阿道夫·希特勒于慕尼黑因领导啤酒館政變被捕。
- 1924年：中山大学成立（成立时称国立广东大学）。
- 1926年：美國國道系统建立。
- 1934年：纪念于战争中丧命之澳洲民众的墨尔本战争纪念馆在墨尔本开幕。
- 1937年：歷時三個月的淞滬會戰落幕，國民革命軍撤退，日軍侵入，上海淪陷。
- 1940年：英國皇家海軍，以光輝為旗艦，在夜間於義大利塔蘭托發動塔蘭托戰役，是為历史上首次航空母舰舰载机对海军艦船的攻击。此仗，間接給了山本五十六一個靈感。也告知世界，大艦巨砲主義終將迎來終結。
- 1942年：同盟國軍隊在第二次阿拉曼戰役中擊敗軸心國部隊，從而改變北非戰場的形勢。
- 1942年：意大利王國占领摩納哥公国。
- 1949年：中国人民解放军空军成立。
- 1960年：企图推翻南越总统吴廷琰的政变最终被镇压。
- 1965年：南羅德西亞總理伊恩·史密斯發表《單方面獨立宣言》，宣告南羅德西亞地區自英國獨立。
- 1966年：雙子星座12號升空。
- 1968年：马尔代夫共和国宣告成立。
- 1968年：波兰统一工人党第五次代表大会在华沙举行。勃列日涅夫在会上提出“有限主权论”。
- 1971年：日本神奈川縣發生川崎壤土邊坡破壞實驗事故，造成15人死亡、10人受傷。
- 1975年：非洲西南部的安哥拉宣布独立。
- 1975年：因为澳洲总理高夫·惠特兰被解除职务及澳洲国会宣布双重解散，澳洲陷入宪政危机。
- 1978年：穆蒙·阿卜杜勒·加尧姆就任马尔代夫第3任总统。
- 1981年：安提瓜和巴布达成为联合国成员。
- 1982年：美国哥伦比亚号航天飞机开始商业飞行。
- 1990年：聯合國安理會發表678號公報，要求伊拉克於1991年1月15日前撤出科威特。
- 1992年：英國國教會容許女性成為牧師。
- 1994年：科学家确认澜沧江正源为青海省玉树藏族自治州杂多县杂青乡境内的扎阿曲。
- 1994年：首届曹禺戏剧奖于北京颁奖。
- 1998年：腾讯公司成立。
- 1999年：臺北捷運古亭站─新店站段隨新店線全線完工而正式通車啟用。
- 1999年：《上議院法令》獲得王室批准，從英國上議院罷免了大部分世襲貴族。
- 2000年：奥地利一列前往滑雪聖地阿尔卑斯山的登山纜車在隧道發生大火，造成約160人死亡，是奧地利在和平時期最嚴重的災難。

### 21世紀
- 2001年：對外經貿部部長石廣生在卡塔尔多哈簽署中國加入世界贸易组织議定書，一個月後，中國正式成為世貿成員。
- 2003年：《新京报》创刊。
- 2004年：亚西尔·阿拉法特在法国巴黎病逝，马赫姆得·阿巴斯接替其巴勒斯坦解放组织执行委员会主席一职。
- 2005年：2008年夏季奥林匹克运动会吉祥物福娃发布问世。
- 2006年：PlayStation 3於日本開始發售。
- 2008年：中華職棒的中信鯨宣布解散。
- 2008年：穆蒙·阿卜杜勒·蓋約姆執政30年後，穆罕默德·納希德繼任馬爾地夫總統。
- 2011年：動作角色扮演遊戲《上古卷轴V：天际》于全球发售。
- 2013年：美國女歌手Lady Gaga发行录音室专辑《ARTPOP》。
- 2014年：中国APEC峰会正式结束。
- 2017年：英華書院慶祝邁向創立200周年。
- 2019年：高庭宣判马来西亚前首相纳吉·阿都拉萨涉及SRC国际公司3项刑事失信、1项滥权和3项洗钱案，所有控状皆表罪成立，纳吉需要出庭自辩，是马来西亚独立以来，首位出庭自辩的前首相[1]。
- 2019年：香港東區西灣河，港警近距離以實彈射擊學生。
- 2020年：中華人民共和國全國人大常委會作出關於香港立法會議員資格問題的決定，導致4名香港立法會議員楊岳橋、郭家麒、郭榮鏗以及梁繼昌繼自7月30日起被取消即時喪失議員資格，便與15名香港泛民主派議員總辭的人士宣布離職[2][3][4]。
- 2024年：中国珠海市香洲区珠海市体育中心附近发生驾车撞人事件，造成35人死亡、43人受伤，肇事司机自刎未果。[5]

## 出生
- 1050年：亨利四世，神聖羅馬皇帝（1106年逝世）
- 1154年：桑喬一世，獨立葡萄牙第二位國王（1212年逝世）
- 1155年：阿方索八世，卡斯提爾國王（1214年逝世）
- 1491年：马丁·布策，德國神學家（1551年逝世）
- 1493年：帕拉塞尔苏斯，瑞士醫生、鍊金術士、占星師（1541年逝世）
- 1599年：瑪麗亞·埃萊奥諾拉，瑞典王后（1655年逝世）
- 1679年：菲爾曼·阿鮑齊特，法國物理學家、神學家、哲學家（1767年逝世）
- 1743年：卡尔·彼得·通贝里，瑞典自然學家（1828年逝世）
- 1748年：卡洛斯四世，西班牙國王（1819年逝世）
- 1775年：讓·紀堯姆·奧迪內-塞維爾，法國昆蟲學家（1858年逝世）
- 1821年：，俄罗斯作家（1881年逝世）
- 1834年：萊昂·瓦蘭特，法國動物學家（1914年逝世）
- 1863年：保罗·希涅克，法國新印象主義點描派代表人物（1935年逝世）
- 1864年：阿尔弗雷德·赫尔曼·弗里德，奧地利猶太和平主義者、記者，德國和平運動創始人之一，1911年諾貝爾和平獎得主（1921年逝世）
- 1864年：莫理斯·盧布朗，法國推理小說家（1941年逝世）
- 1868年：愛德華·維亞爾，法國畫家（1940年逝世）
- 1869年：蓋塔諾·布雷西，義大利裔美國無政府主義者（1901年逝世）
- 1869年：维托里奥·埃马努埃莱三世，義大利國王（1947年逝世）
- 1875年：維斯托·斯萊弗，美國天文學家（1969年逝世）
- 1880年：徐树铮，北洋政府皖系將領（1925年逝世）
- 1882年：古斯塔夫六世·阿道夫，瑞典國王（1973年逝世）
- 1883年：恩奈斯特·安塞美，瑞士指揮家（1969年逝世）
- 1885年：乔治·巴顿，美國陸軍四星上將（1945年逝世）
- 1895年：周碞，中華民國陸軍二級上將（1953年逝世）
- 1901年：玛格达·戈培尔，納粹德國宣傳部長，約瑟夫·戈培爾妻，也是阿道夫·希特勒親密盟友和政治上的支持者（1945年逝世）
- 1901年：陈郁，中国勞工運動領導人（1974年逝世）
- 1901年：山姆·史匹格，波蘭裔美國電影監製（1985年逝世）
- 1904年：章文才，中国果树学家（1998年逝世）
- 1909年：勞勃·雷恩，美國男演員（1973年逝世）
- 1912年：黄耀曾，中国有机化学家（2002年逝世）
- 1914年：樂以琴，中華民國空軍王牌飛行員、抗日烈士（1937年逝世）
- 1915年：安娜·施瓦茨，美國經濟學家與經濟史家（2012年逝世）
- 1917年：羅伯特·法諾，義大利裔美國計算機科學家（2016年逝世）
- 1922年：库尔特·冯内古特，美國黑色幽默文學作家（2007年逝世）
- 1924年：查爾斯·巴赫曼，美國計算機科學家（2017年逝世）
- 1926年：瑪麗亞·特里薩·德·菲利皮斯，義大利賽車手（2016年逝世）
- 1926年：瑪麗安·戴蒙德，美國科學家、教育家（2017年逝世）
- 1928年：卡洛斯·富恩特斯，墨西哥作家（2012年逝世）
- 1930年：休·艾弗雷特三世，美國量子物理學家（1982年逝世）
- 1930年：黃夏蕙，香港藝人
- 1931年：閻明復，中國政治人物（2023年逝世）
- 1940年：芭芭拉·柏克瑟，美國政治人物，前任加利福尼亞州聯邦參議員
- 1941年：葛西治，日本動畫導演
- 1942年：夏尔·科南·班尼，象牙海岸經濟學家、政治家，第7任象牙海岸總理（2021年逝世）
- 1945年：丹尼尔·奥尔特加，尼加拉瓜政治人物，現任尼加拉瓜總統
- 1947年：艾軒，中国美术师
- 1949年：苏丹伊斯迈·柏特拉，马来西亚吉蘭丹州第二十八任蘇丹（2019年逝世）
- 1949年：樹村穗，日本漫畫家，24年組之一
- 1951年：金·匹克，美國自閉學者，電影《雨人》原型（2009年逝世）
- 1952年：吉幾三，日本男性創作歌手
- 1954年：玛丽·盖茨基尔，美國女作家
- 1955年：吉格梅·旺楚克，不丹国王
- 1955年：弗雷德里希·梅尔茨，德國律師、政治家
- 1956年：埃德加·倫古，尚比亞政治人物，第6任尚比亞總統
- 1957年：希拉蒂亞·達薩馬，印度裔美國分子生物學家
- 1959年：田中美佐子，日本女演員
- 1960年：史丹利·特治，美國演員、製片人
- 1960年：讓·菲利普·杜蘭德，法國職業足球運動員
- 1962年：黛咪·摩爾，美國演員
- 1964年：中西圭三，日本男性創作歌手
- 1964年：卡莉絲塔·佛克哈特，美國女演員
- 1965年：劉細良，香港主持人、作家
- 1965年：彭發，香港電影導演
- 1965年：彭順和，香港電影導演
- 1966年：窪之內英策，日本漫畫家
- 1966年：艾莉森·杜迪，愛爾蘭女演員
- 1967年：余文生，中国律师
- 1970年：郭亮，新加坡男演員、電視主持人
- 1972年：韓政秀，韓國男演員
- 1972年：倪可敏，马来西亚国会下议院前副议长
- 1973年：山田美穗，日本女性配音員
- 1974年：蕭定一，香港企業家
- 1974年：，美國男演員、電影製作人
- 1975年：天心，臺灣女演員
- 1976年：吴虹飞，中國女作家、歌手
- 1977年：馬尼切，葡萄牙足球運動員
- 1977年：里卡多·米洛斯，巴西男演員
- 1978年：慕林杉，中國中央電視台主持人
- 1980年：韩栋，中國男演員
- 1981年：許維恩，台灣女藝人
- 1981年：李至正，台灣男演員
- 1981年：Tiara，日本女性創作歌手
- 1981年：黃佩蒂，馬來西亞女子羽球運動員
- 1981年：纪堯姆，盧森堡大公儲
- 1981年：納塔麗·格列波娃，俄羅斯裔加拿大環球小姐、2005年世界環球小姐
- 1982年：阿薩法·鮑維，牙買加田徑運動員
- 1983年：李彩華，香港女藝人
- 1983年：鈴木達央，日本男性聲優
- 1983年：菲利普·拉姆，德國足球運動員
- 1984年：劉彥輝，台灣搖滾樂團八三夭吉他手
- 1985年：林益全，台灣棒球選手
- 1985年：许飞，中國女歌手
- 1986年：酒井香奈子，日本女性聲優
- 1987年：王雅婷，台灣女歌手
- 1987年：手越祐也，日本男藝人，手越增田成員
- 1988年：劉冠廷，台灣男演員
- 1988年：小松未可子，日本女性聲優
- 1988年：凯尔·纳顿，英國足球運動員
- 1989年：小見川千明，日本女性聲優
- 1989年：田中麗奈，日本女歌手
- 1990年：汤姆·迪穆兰，荷蘭职业公路自行車選手
- 1990年：吉奥吉尼奥·维纳尔杜姆，荷蘭足球運動員
- 1991年：姚蜜，台灣女演員、模特兒
- 1992年：崔敏煥，韓國男子偶像樂團FTIsland成員
- 1993年：謝美·拉錫利斯，英格蘭足球運動員
- 1994年：海嶺，韓國女子偶像團體BESTie成員
- 1995年：盧秀一，韓國男子偶像團體UP10TION成員
- 1995年：園田美櫻，日本AV女優
- 1999年：朴所羅門，韓國男演員
- 1999年：姜承録，韓國電竞選手
- 2002年：汝眞，韓國女子偶像團體本月少女成員
- 生年不詳：谷內健，日本男性聲優

## 逝世
- 683年：耶齐德一世，伊斯兰教第6代哈里发（645年出生）
- 1028年：君士坦丁八世，东罗马帝国皇帝（960年出生）
- 1034年：奧爾德日赫，波希米亚公爵（975年出生）
- 1130年：雷昂的特蕾莎，葡萄牙伯爵夫人（1080年出生）
- 1189年：古列尔莫二世，西西里王国国王（1166年出生）
- 1285年：佩德羅三世，亚拉冈国王（1239年出生）
- 1358年：新田義興，日本南北朝時代武將（1331年出生）
- 1623年：莫爾奈的菲力浦，法国外交家（1549年出生）
- 1686年：路易二世·德·波旁，法國軍人、政治家，孔代親王（1621年出生）
- 1805年：约翰·海因里希·冯·施密特，奧地利軍官（1743年出生）
- 1827年：弗朗茨·馮·瓦爾塞格，德國貴族（1763年出生）
- 1855年：索倫·奧貝·克爾凱郭爾，丹麥神學家、哲學家、作家（1813年出生）
- 1861年：佩德羅五世，葡萄牙国王（1837年出生）
- 1880年：奈德·凱利，澳大利亚丛林大盗（1855年出生）
- 1917年：利留卡拉尼，夏威夷女王（1838年出生）
- 1918年：乔治·劳伦斯·普莱斯，加拿大士兵（1892年出生）
- 1918年：亨利·尼古拉斯·冈瑟，美國陸軍士兵，第一次世界大戰中最後一個犧牲的士兵（1895年出生）
- 1927年：王荷波，中国共产党早期领导人（1882年出生）
- 1931年：澀澤榮一，日本實業家，被稱為「日本資本主義之父」（1840年出生）
- 1953年：伊莲妮公主，黑森大公国公主（1866年出生）
- 1966年：虞宏正，中国土壤化学和物理化学家（1897年出生）
- 2001年：丁先國，中国人民解放军少将（1909年出生）
- 2004年：王朝闻，中国雕塑艺术家（1909年出生）
- 2004年：亞西爾·阿拉法特，巴勒斯坦民族解放運動領導人、巴勒斯坦國總統，1994年諾貝爾和平獎得主（1929年出生）
- 2005年：彼得·德鲁克，奥地利作家、管理顾问，现代管理学之父（1909年出生）
- 2007年：德爾伯特·曼，美国导演（1920年出生）
- 2011年：弗朗西斯科·莫拉，墨西哥内政部长（1966年出生）
- 2013年：道明·巴尔托卢奇，意大利音乐家（1917年出生）
- 2013年：约翰·巴恩希尔，美国篮球运动员（1938年出生）
- 2014年：约翰·多尔，美国律师（1921年出生）
- 2016年：勞勃·范恩，美国演员（1932年出生）
- 2017年：約翰·特林考斯，美國商業顧問、管理與行為研究員、工程師（1925年出生）
- 2021年：叶夫根尼·恰佐夫，蘇聯醫學博士、心臟病專家（1929年出生）
- 2021年：弗雷德里克·威廉·戴克拉克，南非政治家，第7任南非國家總統及第1任南非副總統，1993年諾貝爾和平獎得主（1936年出生）
- 2021年：李應元，台灣政治人物（1953年出生）
- 2021年：溫特，美國瓶鼻海豚，以其義肢尾鰭而聞名（2005年出生）
- 2022年：村田兆治，日本職業棒球運動員、教練（1949年出生）
- 2023年：拉斐爾·德瓦梅納，迦納職業足球運動員（1995年出生）

## 节假日和习俗
- 安哥拉：独立日
- 比利时：妇女节
- 不丹：国王吉格梅·旺楚克生日
- 中国：
  - 光棍节
  - 双十一购物狂欢节，最早由淘宝商城举办的促销活动发展而来。
- 哥伦比亚：卡塔赫纳独立纪念日
- 德国 ·  荷蘭：狂欢节开始日
- 香港：和平紀念日，紀念一次大戰、二次大戰及香港保衛戰的捐軀者及死難者。
- 香港：夫妻節
- ：儿童节
- 印度：国家教育日
- 日本：百奇与百力滋日
- ：筷子节
  - Pepero日（英语：Pepero Day）
- 拉脫維亞：独立胜利纪念日
- 馬爾地夫：共和国日
- 中華民國：
  - 雙胞胎日
  - 全民健走日
  - 地政節
  - 工業節
  - 全國有機農業日
  - 更生保護節[6]
- 梵蒂冈（以及欧洲天主教群体） ·  荷蘭（圣马丁岛）：聖馬丁節
- 德意志帝國與協約國於1918年11月11日簽訂《康边停战协定》，标志着德國投降，第一次世界大战於當日结束，與此有關的紀念日有：
  -  比利时：第一次世界大战的停战纪念日（Armistice）
  -  法國 ·  新西兰：停戰日
  -  英国 ·   ·  加拿大：國殤紀念日
  -  日本：國民哀悼日
  -  馬爾他 ·  南非：虞美人花日
  -  波蘭：独立日
  -  美国：退伍军人节